# Kisbozinta
Kisbozinta falu Romániában, Máramaros megyében.

## Fekvése
Nagybányától 3 km-re délkeletre található, a Lápos folyóhoz közel fekvő település.

## Története
Nevét 1405-ben említették először Bozincha néven, a kis- előtagot először 1750-ben használták.
A trianoni békediktátum előtt Szatmár vármegye Nagysomkúti járásához tartozott. A második bécsi döntést követően 1940 - 1944 között újra Magyarország része lett, a háború után azonban visszakerült Romániához.

## Lakossága
1850-ben 268 román, 4 cigány és 2 zsidó lakta.
1910-ben 499 lakosából 13 magyar, 486 román volt.
2002-ben 423 fő lakta, ebből 371 román, 39 cigány és 13 magyar volt.